# Малоно
Мало̀но (на италиански: Malonno, на източноломбардски: Malòn, Малон) е малко градче и община в Северна Италия, провинция Бреша, регион Ломбардия. Разположено е на 596 m надморска височина. Населението на общината е 3325 души (към 2013 г.).